# Tuxedni-Gletscher
Der Tuxedni-Gletscher ist ein 25,6 km langer Talgletscher in den Chigmit Mountains im Südwesten von Alaska (USA).

## Geografie
Das Nährgebiet des Tuxedni-Gletschers befindet sich auf einer Höhe von 1200 m an der Nordflanke des Vulkans Mount Iliamna. Der Gletscher strömt in nordnordöstlicher Richtung talabwärts. Der im unteren Bereich 2,2 km breite Gletscher endet unweit des südlichen Flussufers des Tuxedni River. Der Gletscher hat durch die Ablagerung der mitgeführten Sedimente einen Schwemmkegel gebildet, der in den Tuxedni River hineinragt. Östlich des Schwemmkegels befindet sich das Ästuar des Tuxedni River. Der Tuxedni-Gletscher befindet sich im Lake-Clark-Nationalpark.
Der Gletscher wurde 1958 vom U.S. Geological Survey (USGS) benannt.